# Tipula bifasciculata
Tipula bifasciculata är en tvåvingeart som beskrevs av Friedrich Hermann Loew 1873. Tipula bifasciculata ingår i släktet Tipula och familjen storharkrankar. Inga underarter finns listade i Catalogue of Life.